# USS LST-327
O USS LST-327 foi um navio de guerra norte-americano da classe LST que operou durante a Segunda Guerra Mundial.